# Babos László (költő)
Babos László (Vágkirályfa, 1924. február 16. – Izrael, 1971 után) újságíró, költő, műfordító.

## Élete
A pozsonyi magyar gimnáziumban folytatott tanulmányait az 1942–1943-as iskolai évben hetedik osztályosként megszakította. Azután hosszú időn át alkalmi munkás volt. Az 1950-es években a Fáklyában, majd a Hétben lett szerkesztő. Az 1956-os szabadságharc illegális népszerűsítéséért bebörtönözték és eltiltották a publikálástól. Az 1968-as prágai tavasz bukása után Izraelbe emigrált.

## Művei
Versei az Új Szóban, a Fáklyában, a Hétben és az Új Ifjúságban jelentek meg. 1956-ban Két asszonyt szeretek címmel verses kéziratot adott át a Szlovák Szépirodalmi Könyvkiadó magyar szerkesztőségének, de a kötet bebörtönzése után nem jelenhetett meg. Illegálisan terjesztett versei közül a Magyar zsoltár című tűnt ki.
Életrajzát, válogatott verseit, novelláit, műfordításait közli František Pláteník (a költő veje): Történelemóra. Babos László, egy meghurcolt és elfeledett felvidéki magyar költő élete és munkássága c. kötetében (Pozsony, 2024 ISBN 978-80-972622-4-2)